# 中越合金鋳工
中越合金鋳工株式会社（ちゅうえつごうきんちゅうこう）は、富山県中新川郡立山町に本社を置く銅合金鋳物、ステンレス鋳物の製造及び機械加工、販売を行う企業である。

## 概要
世界最大級の銅合金メーカー（溶解・鋳造能力：MAX.5,000t/月）で、自動車、ベアリング、一般産業機械、製鉄、造船など様々な産業へ日本国内はもとより、世界各国へ販売している。
JRの新幹線ベアリングテーナーの材質指定を受けるなど国内外で高い評価を受けている。
本社工場の敷地面積は181,500m2、建屋の面積は61,500m2。

## 沿革
個別に出典があるもの以外は、右記の出典を使用する。
- 1949年6月13日 - 本多秀雄が富山市西新庄に有限会社中越合金鋳造所を設立。
- 1953年
  - 5月 - 日本国有鉄道（現・JR）に軸受材として弊社TM合金の指定を受ける。
  - 7月 - 中越合金鋳工株式会社に改組。
- 1957年
  - 4月 - 富山市新庄新町11番地に工場を新設移転。
  - 5月 - 自動車部品シンクロナイザーリングの製造開始。
- 1961年9月 - 鋼の連続鋳造機用鋳型（モールド）の製造を開始。
- 1963年8月 - カントレット分析装置を導入し、品質管理を充実する。
- 1964年3月 - 皇居二重橋の装飾用美術鋳物「龍」及び照明台4基を宮内庁に納入。
- 1966年10月 - 皇居新宮殿の棟飾美術鋳物「瑞鳥」を宮内庁に納入。
- 1967年2月 - 耐摩耗性銅合金CSM・CGMを開発。
- 1969年11月 - 現在地に工場を新設移転。
- 1971年1月 - 析出硬化型高温高強度モールド材CCMを開発。
- 1973年3月 - スイス・ヴェルトリー社製横型連続鋳造機を導入。
- 1976年2月 - 当時の皇太子（現・上皇）および皇太子妃（現・上皇后美智子）が富山工場を視察。
- 1977年5月 - 耐摩耗性銅合金P31を開発。
- 1978年11月 - デミング賞実施賞を受賞（鋳物業としては富山県内初[1]）。
- 1980年10月 - 耐変形　耐摩耗性高温高強度モールド材PH-24を開発。
- 1981年4月 - 低粘度オイル用耐摩耗性銅合金AT-1を開発。
- 1982年8月 - 低粘度オイル用耐摩耗性銅合金AT-2を開発。
- 1985年10月 - 耐摩耗性銅合金CK-2を開発。
- 1986年12月 - 皇居二重橋（石橋）の装飾灯6基を宮内庁に納入。
- 1987年10月 - 銅合金　アルミ合金　鉄系合金の精密鍛造品の製造を開始。
- 1990年7月 - 押出機の操業を開始（2,500t）。
- 1991年11月 - 代表取締役社長に本多秀治が就任。
- 1992年7月 - 連続鋳造第2工場操業開始。
- 1994年10月 - 鉛レス材（アクアブロンズ）開発。
- 1998年8月 - ISO9002認証を取得。
- 1999年12月 - QS9000認証を取得。
- 2004年10月 - 押出第2号機操業開始（2,750t）。
- 2006年8月 - ISO/TS16949へ移行。
- 2010年6月 - 代表取締役会長に本多秀治　代表取締役社長に本多真貴が就任。
- 2016年9月 - とやま健康企業宣言Step1に富山県で初めて認定される。
- 2018年8月 - とやま健康企業宣言Ste 2に富山県で初めて認定される。
- 2019年12月 - とやま健康経営企業大賞を受賞。
- 2021年10月 - 油圧鍛造プレス導入（1,000t）
- 2023年9月 - とやま女性活躍企業に認定される。

## 関連会社
- 中越精器株式会社（Chuetsu Seiki Co., Ltd.）[2]
- 中越商事株式会社（Chuetsu Shoji Co., Ltd.）[2]
- 中越興業株式会社（Chuetsu Kogyo Co., Ltd.）[2]
- PT CHUETSU TJOKRO INDONESIA（インドネシア）[2]
- 武漢泛洲中越合金有限公司（Wuhan Fanzhou Chuetsu Metal Co., Ltd.、中華人民共和国武漢市）[2]